# George MacBeth
 (juin 2019).
Si vous disposez d'ouvrages ou d'articles de référence ou si vous connaissez des sites web de qualité traitant du thème abordé ici, merci de compléter l'article en donnant les références utiles à sa vérifiabilité et en les liant à la section « Notes et références ».
George Mann MacBeth, né le 19 janvier 1932 à Shotts dans le Lanarkshire et mort le 16 février 1992  à Tuam en Irlande, est un romancier et poète écossais.

## Biographie
Après ses études à l'université d'Oxford, il rejoignit la BBC en 1955. Il y travailla en tant que producteur d'émissions littéraires, jusqu'en 1976. Il fut membre de The Group.
Il quitta la BBC afin de se consacrer à l'écriture de romans, notamment des thrillers en créant le personnage récurrent d'espion, Cradbury. George MacBeth fut marié à l'écrivaine Lisa St Aubin de Terán avant de divorcer et partir vivre en Irlande avec sa nouvelle épouse. Son dernier poème évoque la maladie qui devait l'emporter en 1992.

## Œuvres traduites en français
- À double tranchant (The Samurai, 1975), roman, trad. Joey Ronson, éditions Champ libre, collection Chute libre, 1977.
- La Guerre des pommes reinettes (Crab-apple crisis, 1966), nouvelle, trad. France-Marie Watkins, Univers 07, 1976.

## Liste des références
1. ↑  (en) Carol Rumens, « Poem of the week: The God of Love by George MacBeth », sur theguardian.com, 7 juin 2010 (consulté le 9 juillet 2019)
2. ↑  (en) JG Ballard, « The New Science Fiction », sur www.jgballard.ca (consulté le 9 juillet 2019)
3. ↑  (en) « George MacBeth », sur poetryfoundation.org (consulté le 9 juillet 2019)